# Backeljaia
Backeljaia is een geslacht van weekdieren uit de klasse van de Gastropoda (slakken).

## Soorten
- Backeljaia camporroblensis (Fez, 1944)
- Backeljaia corbellai (Martínez-Ortí, 2011)
- Backeljaia gigaxii (L. Pfeiffer, 1847) = Fijngeribde grasslak
- Backeljaia najerensis (Ortiz de Zárate y López, 1950)